# Lucio Volusio Meciano

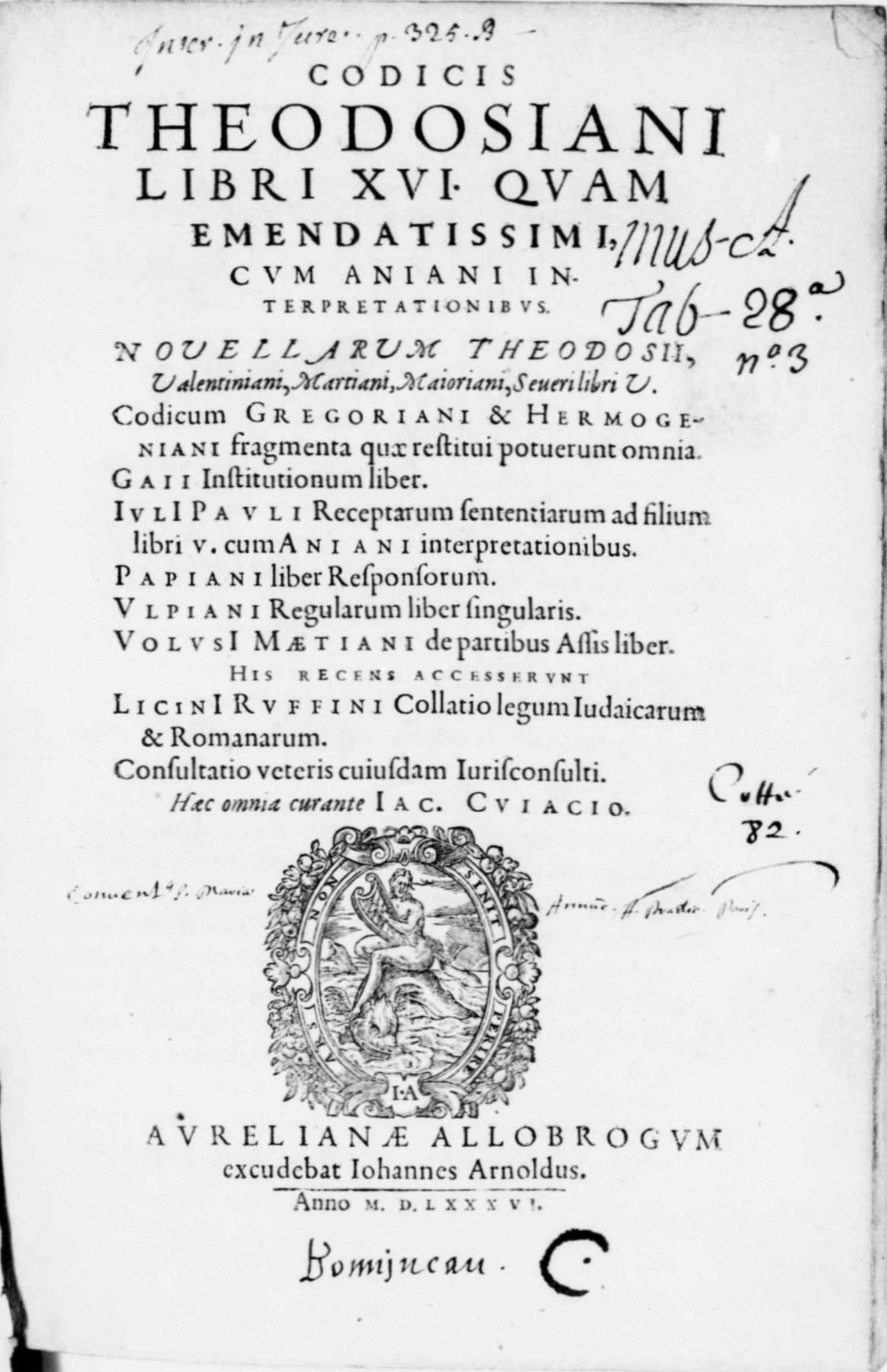
Edizione del Codex Theodosianus con commenti di Meciano e altri, 1586

Lucio Volusio Meciano, in latino Lucius Volusius Mecianus (Roma, 110 circa – 166), è stato un giurista e politico romano appartenente all'ordine equestre, che divenne senatore e console durante il regno di Marco Aurelio, imperatore di cui era stato tutore di diritto.

## Biografia
Volusio Meciano era un italico originario di Roma o dei suoi dintorni, forse più precisamente di Ostia. Come molti cavalieri del suo tempo, Volusio Meciano iniziò la sua carriera come prefetto dei fabri, una carica priva di connotazioni militari. Svolse poi un servizio militare più breve del solito poiché solo con una milizia, la prefettura della coorte I Aelia Classica in Britannia. Successivamente fu nominato assistente curatore di opere pubbliche a Roma (adiutor operum publicorum).
Nel frattempo era tuttavia diventato un esperto di diritto romano, senza dubbio formato da Salvio Giuliano e Marco Vindio Vero. Nell'ultimissimo periodo del regno di Adriano, tra febbraio e luglio del 138, fu nominato segretario a libellis di Antonino Pio, allora erede dell'impero. Durante il regno di quest'ultimo fu prefetto dei veicoli, quindi a studiis e allo stesso tempo procuratore responsabile delle biblioteche, una carica che gli valse uno stipendio di duecentomila sesterzi. In seguito fu chiamato a libellis et censibus. Volusio Meciano era un'autorità particolarmente apprezzata da Antonino Pio. La sua carriera fu veloce e si svolse a Roma. Fu uno dei giuristi con cui questo imperatore si circondava. Era giureconsulto e partecipava al consiglio dell'imperatore. Gli venne anche affidato il compito d'insegnare il diritto al giovane Marco Aurelio, erede dell'impero. Fu in occasione di questo insegnamento che scrisse, per Marco Aurelio, un trattato di metrologia sulle divisioni dell'asse.
Dopo aver ricevuto una carica sacerdotale, il pontificato minore, Volusio raggiunse le vette della carriera equestre, la prefettura dell'annona entro gli anni 150, quindi la prefettura d'Egitto nel 160-161. Di ritorno dall'Egitto, godette dell'onore dell'adlectio ed entrò in Senato grazie a Marco Aurelio con il rango di ex pretore. Continuò a essere consultato per le sue capacità legali e ricevette l'appellativo di amico dell'imperatore: ciò enfatizzava la sua attenzione e il suo scrupolo che "si aggiunsero a un'esperienza di diritto civile antica e solida". Fu nominato prefetto del tesoro di Saturno, quindi console suffetto verso il 166. Forse a causa della sua prefettura dell'annona, o delle sue origini, aveva stretto importanti legami con Ostia di cui era il patrono, ed era anche capo del collegio. È possibile che una delle sue figlie sposasse Avidio Cassio, uno dei cui figli (ucciso nel 175) si chiamava Meciano.
Oltre al suo trattato di metrologia - la Distributio - Meciano lasciò diverse opere legali di cui lunghi estratti sono stati conservati dal Digesto. Aveva scritto un trattato in sedici libri sui fidecommessi (De fideicommissionibus o Quaestiones de fideicommissis) e un trattato de Judiciis publicis in quattordici libri. L'opera di Mecianus è citata più volte da Ulpiano. Gli viene attribuito anche - secondo alcuni erroneamente - un trattato in greco sulla legge di Rodi (ex lege Rhodia).

### Fonti epigrafiche
- CIL XIV, 250 e 5347-5348.
- AE 1955, 179.
- J. Guey, BSAF, 1967, p. 30-44.

### Fonti papirologiche
- SB, 7744.1.
- Pross. Georg. II, 27, 2.
- BGU 613, 9 = M, 89.
- P. Oxy., 1032, l. 5.
- P. Merton, 18, l. 30.
- P. Gen., 35, l. 3-4 e 16.
- RHDFE, 1971, 49, p. 161.
- P. Oxy., 653.
- P. Leit. 6, 254 = SB 10198
- ZPE, 2001, p. 183-190.

### Fonti letterarie
- Lucius Volusius Mecianus, Distributio item uocabula ac notae partium in rebus quae constant pondere numero mensura. (Ed. Hultsch, 1866, II, p. 17-22 e 61-71; Seckel e Kübler, 1908, p. 408-418).
- Marco Cornelio Frontone, Ad M. Caes., IV, 2, 5
- Historia Augusta, Vita Antonini Pii, XII, 1; Vita Marci, III, 6.

### Fonti giuridiche
- Digesto, 7, 1, 72.
- Digesto, 14, 2, 9.
- Digesto, 35, 1, 86 e 91.
- Digesto, 35, 2, 30 e 32.
- Digesto, 36, 1, 66-67.
- Digesto, 37, 14, 17 (Ulpiano, lib. XI ad legem Iuliam e Papiam).
- Digesto, 48, 9, 6.